# Larry Shue
Larry Shue (* 23. Juli 1946 in New Orleans, Louisiana; † 23. September 1985 Virginia) war ein amerikanischer Dramatiker und Theaterschauspieler. Bekannt ist er vor allem für die beiden als Farce konzipierten international erfolgreichen Theaterstücke The Nerd und The Foreigner.

## Leben und Werk
Shue wurde in New Orleans geboren, wo sein Vater Schauspiel an der Tulane University unterrichtete. Einen Großteil seiner Kindheit verbrachte er jedoch in Eureka (Kansas). Später zog er mit seiner Familie nach Glen Ellyn, eine Kleinstadt im Westen von Chicago, und besuchte dort die West High School. Nach seinem High-School-Abschluss begann er ein Studium an der Illinois Wesleyan University, das er 1968 mit einem Bachelor of Fine Arts erfolgreich abschloss. In seinem letzten Studienjahr verfasste Shue seine ersten beiden Theaterstücke, das Kindermusical My Emperor's New Clothes und die einaktige Farce Grandma Duck Is Dead über seine Studienzeit.
Von 1969 bis 1972 diente Shue für drei Jahre in der United States Army und blieb auch dort dem Theater verbunden, so gewann er 1970 einen Unterhaltungswettbewerb der Armee. Nach seiner Militärzeit arbeitete fünf Jahre als Schauspieler für das Harlequin Dinner Theater in Washington und Atlanta, bis er 1977 eine Stelle am Milwaukee Repertory Theatre annahm. Dort arbeitete er weiterhin als Schauspieler, begann aber ermutigt durch John Dillion, den Direktor des Theaters, ab 1979 für dieses neue Stücke zu schreiben. The Nerd und The Foreigner waren nach ihrer Premiere am Milwaukee Repertory Theatre bald auch national und international erfolgreich. Beide wurden in New York (On und Off-Broadway) und London (West End) aufgeführt. 1985 gab es allein in den USA über 68 verschiedene Produktionen von The Foreigner – dies war auch das bisher erfolgreichste Jahr in Shues Karriere. Er arbeitete an einer Filmversion von The Foreigner, trat in einer Nebenrolle in dem Spielfilm Sweet Liberty auf, verhandelte mit NBC über eine Comedyserie und hatte eine Zusage für eine Hauptrolle in dem Broadway-Musical The Mystery of Edwin Drood erhalten. Zu diesem Zeitpunkt, als gerade dabei war zu einem internationalen Star als Autor und Schauspieler zu werden, verstarb er völlig überraschend bei einem Flugzeugunfall in Virginia.
Von 1968 bis zu ihrer Scheidung 1977 war Shue mit der Schauspielerin Linda Faye Wilson verheiratet.

## Werke
- My Emperor's New Clothes
- Grandma Duck Is Dead (1979)
- The Nerd (1981)
- Wenceslas Square (1982)
- The Foreigner (1983)

## Filmografie
- Sweet Liberty